# Kumpinipuram
Kumpinipuram est un village du district de Kadapa dans l'État d'Andhra Pradesh en Inde. 
Il possède deux temples hindus : Sri Bhoga Anjaneya Swamy Temple et Renuka Yellamma Swami Temple. 